# Roy Hassan
Roy Hassan (hebräisch רועי חסן; * 31. August 1982) ist ein israelischer Fußballschiedsrichterassistent.
Seit 2015 steht er als Schiedsrichterassistent auf der Liste der FIFA-Schiedsrichter und leitet internationale Fußballpartien. Er ist (gemeinsam mit Idan Yarkoni) langjähriger Schiedsrichterassistent von Orel Grinfeld bei internationalen Fußballspielen. Seit der Saison 2016/17 leitet er Spiele in der Europa League, seit der Saison 2018/19 Spiele in der Champions League.
Hassan war unter anderem bei der U-21-Europameisterschaft 2019 in Italien und San Marino, beim olympischen Fußballturnier 2020 in Tokio und bei der Europameisterschaft 2021 als Schiedsrichterassistent von Grinfeld im Einsatz. Zudem wurde er bei der U-21-Europameisterschaft 2017 in Polen als Vierter Offizieller eingesetzt.